# Rotacizmus
A rotacizmus vagy rotacizálódás terminus (alapja a görög ρ betű ῥῶ ’ro’ neve) olyan hangtani változást nevez meg, melynek során valamilyen mássalhangzó [r]-ré alakul. Különböző nyelvekben ez a jelenség különböző mássalhangzókat érinthet, és főleg diakrón jellegű, azaz hangtani fejlődéshez tartozik, de lehet szinkrón jellegű is, vagyis a nyelv aktuális állapotában a ragozásban nyilvánul meg, de ugyancsak történeti az eredete. A rotacizmus lehet csak nem sztenderd nyelvváltozatra is korlátozott.

## Nyelvek történetében
Például az archaikus latin nyelvből a klasszikus latinba való fejlődés során a magánhangzók közötti [s] előbb [z]-be ment át, majd rotacizálódott. A jelenséget megemlíti Titus Livius a Furius tulajdonnév kapcsán, amelyről megjegyzi, hogy Fusius-nak is írják. Az ige terén a főnévi igenév képzője -se volt, majd -re: amare ’szeretni’, legere ’olvasni’, audire ’hallani’.
A latinból egyes újlatin nyelvekbe való fejlődés során is előfordult rotacizálódás. Ilyen például az [l]-é a keleti újlatin nyelvekben, például lat. molam ’malom’ > román moară, aromán moarã, meglenoromán moară, isztroromán morę. Analóg jelenség a magánhangzók közötti protogermán [z] rotacisálódása a nyugati germán nyelvekben (vö. gót maiza > óangol māra > modern angol more ’több’).
Egyes már megalakult újlatin nyelvekben is történt rotacizálódás utólagos fejlődésük során. A spanyolban példa erre az hombre ’ember’ szó. Fejlődése a latin homine(m)-ból indult, mely az óspanyolban az [i] kiesésével *homne lett, majd az [n] elhasonult az [m]-től és [r] lett (> *homre), mivel két egymás melletti nazális mássalhangzót nem tudtak kiejteni, és végül az elhasonulást megerősítette egy ejtéskönnyítő [b] betoldása.
Egyes nyelvek esetében csak bizonyos nyelvjárásokban volt, és esetleg megmaradt rotacizmus. 15. századvégi és 16. századeleji román szövegek igazolják, hogy Erdély és Moldva északi részén rotacizálódott a latin magánhangzók közötti [n]: lat. bene ’jól’ > rom. bine > bire, lat. pane(m) ’kenyér’ > rom. pâne (vö. sztenderd pâine) > pâre. Ez a rotacizmus jellegzetesen megvan az isztrorománban (bire ’jól’, spure ’mondani’) és a románban elszigetelten egyes falvakban az Erdélyi-középhegységben: găiră vs. găină ’tyúk’, lură vs. lună ’hold’.
Számos olaszországi területi nyelvváltozatban (Piemontban, Lombardiában, Liguriában, Romagnában, Calabriában stb.) is megvan az [l] rotacizmusa: Milánóban hallható gora ’torok’ a sztenderd olasz gola helyett, vagy fiora ’lánygyermek’ vs. figliola; Luccában mignoro vs. mignolo ’kisujj’, vagy pentora vs. pentola ’fazék’; a lazioi Sorában [tawǝra] vs. tavola ’asztal’; Rómában er vs. il ’a(z)’ (hímnem egyes számú névelő).

## A ragozásban
Egyes nyelvekben a ragozásban van szinkrón jelenségként megjelenő rotacizmus. Például a klasszikus latin 3. ragozású főnevek egyes szám alanyesetében megmaradt az archaikus -s rag, amely a többi esetben -r-re vált: arbos ’(élő) fa’ – birtokos eset arboris, genus ’nem’ – generis.
Ilyesfajta rotacizmus nyilvánul meg az angol nyelvben is, a be létige paradigmájában: was ’voltam, volt’ vs. were ’voltál, voltunk, voltatok, voltak’.